# Kleine groene mannetjes

Illustratie van Kleine Groene Mannetjes

Kleine groene mannetjes zijn de stereotiepe buitenaardse wezens, weergegeven als mensachtige schepsels met een groene huid en vaak een antenne op hun hoofd.
Het begrip wordt in het algemeen gebruikt om scepsis tegenover de mogelijkheid van buitenaardse intelligentie met enige spot uit te drukken. In dat kader is een tweede gebruik van het begrip, nl. als universele zondebok niet geheel terecht (Dat hebben de kleine groene mannetjes gedaan).
Het begrip is een directe vertaling van het Amerikaanse Little Green Men. Wie als eerste die benaming gebruikte is niet duidelijk. In de jaren 50 van de twintigste eeuw werden zij 'populair' in het kader van de vele waarnemingen van vliegende schotels. Het bestaan van deze buitenaardse vliegtuigen is op zijn minst zeer omstreden. Juist doordat hun bestaan sterk werd ontkend, meenden velen dat de waarheid door overheden werd verhuld hetgeen de basis werd voor een eindeloze reeks complottheorieën. In deze sfeer konden de Kleine Groene Mannetjes uitgroeien tot een wereldwijd herkenbaar stereotype als de bemanning van vliegende schotels. Toch werden zij al genoemd als ruimtewezens vóórdat nog maar iemand meende een vliegende schotel te hebben gezien.
Little Green Men worden al in de eerste helft van de twintigste eeuw gebruikt om Marsmannetjes mee aan te duiden, maar hun historie gaat verder terug in de tijd. Nog voor het concept van buitenaards leven algemene bekendheid kreeg, kwamen de Kleine Groene Mannetjes voor in de gedaante van bovennatuurlijke, mythische of verzonnen figuren. Lange tijd kon de gedachte aan deze wezens die weliswaar leken op mensen maar verder in alles zo volledig verschillend waren, nog hele horden angst inboezemen. Maar onder invloed van populaire sciencefictionseries als Star Trek en films als E.T. heeft het idee van de groene mensachtige wezens nogal aan kracht verloren. Een veelheid aan andere mogelijke vormen heeft de klassieker verdrongen naar de marge waar hij uitsluitend nog kan bestaan als cartoonesk en spottend beeld.